# Onni Happonen
Onni Happonen, 21 maj 1898 i Heinävesi, död 1 september 1930 i Heinävesi, var en finländsk socialdemokratisk kommunpolitikern som blev mördat av den fascistiska Lapporörelsen.
Happonen var ordförande i Heinävesi kommunfullmäktigen när han kidnappades från kommunmöte. Happonen misshandlades och sköts till döds i bilen under väg till Joensuu. Två år senare Happonens lik hittades begravd i en myrstack vid Varkaus–Joensuu landväg 45 kilometer från Heinävesi. År 1933 två arbetskarl dömdes av mordet, men de hade fått pengar för att erkänna sig skyldiga. De verkliga mördarna är okända.